# Felsőtátrafüred megállóhely
Felsőtátrafüred megállóhely (Horný Smokovec) vasúti megállóhely Felsőtátrafüreden az Eperjesi kerületben Szlovákiában. A Ótátrafüred–Tátralomnic szárnyvonal (184) egyik állomása. Az állomás jelenleg a Železnice Slovenskej republiky (ŽSR) tulajdonában van, a Železničná spoločnosť Slovensko a.s. üzemelteti.

## Fekvése
Az állomás Ótátrafüredtől 1,8 km-re keletre fekszik.

## Kapcsolódó állomások
A vasútállomáshoz az alábbi állomások vannak a legközelebb:
- Tatranská Lesná (Tátralomnic vasútállomás, Starý Smokovec – Tatranská Lomnica railway line)
- Szépkilátás megállóhely (Ótátrafüred vasútállomás, Starý Smokovec – Tatranská Lomnica railway line)

## Vasútvonalak
Az állomást az alábbi vasútvonalak érintik:
- 184 Ótátrafüred–Tátralomnic szárnyvonal (Tátrai villamosvasút)